# هنري لوسون
هنري لوسون (1862 بسيدني في أستراليا - 8 يوليو 1923 في نيوزيلندا) (بالإنجليزية: Henry Lawson)‏ هو لاعب كريكت نيوزلندي.

## وصلات خارجية
- هنري لوسون على موقع أرشيف الشارخ.
- هنري لوسون على موقع إي آس بي آن كريك إنفو (الإنجليزية)